# Хопп, Ханс
Густав Карл Ханс Хопп (нем. Gustav Karl Hanns Hopp; 9 февраля 1890, Любек — 21 февраля 1971, Берлин) — немецкий архитектор.

## Биография

### Семья и образование
Принадлежал к числу людей, определивших развитие архитектуры двадцатого века. Он родился в семье столяра в старом ганзейском городе Любеке. Получив звание дипломированного инженера после окончания учёбы в университете в Карлсруэ (1909—1911) (у Ф.Остендорфа) и в Высшей технической школе Мюнхена (у Т.Фишера), Хопп в 1913 году прибыл в восточнопрусский Мемель (ныне Клайпеда, Литва), а в 1914 году — в Кёнигсберг (ныне Калининград, Россия), где стал одним из ведущих архитекторов столицы Восточной Пруссии. Работа в управлении городским строительством Кенигсберга позволила ему реализовать творческие замыслы в целом ряде возведенных жилых и административных зданий.

### Творческая деятельность
В 1921 году по проекту Хоппа был построен комплекс Восточной немецкой ярмарки (Deutsche Ostmesse), в который входили собственно здание ярмарки, где располагалась администрация, и выставочные помещения, в том числе Дом техники. Открытый зал ярмарки с пятью большими арками выходил фасадами на современную площадь Победы. А на юго-востоке комплекса размещался ресторан.
Активное участие Хопп принимал в создании «Колонии Амалиенау» — комплекса респектабельных особняков в зелёной зоне Кёнигсберга.
В 1923 году по проекту Хоппа было построено здание Торгового двора. Впервые в Кёнигсберге для строительства был применён железобетонный каркас. Центр здания был закрыт стеклянной крышей. В 1927 году в здание переехала городская администрация. Дом получил название «Stadthaus» («Городской дом»). В 1960-е годы здание было капитально перестроено — оно лишилось стеклянной крыши. Пространство под крышей превратилось в обыкновенный двор. Сейчас в здании размещается администрация города Калининграда.
«Парк-отель», построенный в 1929 году, является последним крупным кёнигсбергским проектом архитектора-функционалиста. Здание отеля состоит из главного 5-этажного блока и примыкающих к нему 6-этажного лестничного тракта и двух флигелей (2- и 3-этажных). На первом этаже находилось фойе отеля и большой пивной ресторан. К Замковому пруду выходила терраса. В южном боковом флигеле на первом этаже располагались магазины, помещения для конференций, а на втором этаже читательский зал и библиотека. Функционалистский стиль «баухаус», избранный Хоппом, производил впечатление монументальности благодаря горизонтальному расположению элементов здания и взаимодействию тёмных и светлых поверхностей — облицованные тёмным природным камнем флигели оттеняли оштукатуренный главный блок.
Здание отеля пострадало в войну, однако было отреставрировано и частично перестроено.
В числе немногих авторских работ, сохранившихся на территории Калининградской области,— построенные в 1927 году водонапорная и наблюдательная башня высотой 32 метра в Балтийске, смотровая башня на променаде Светлогорска, которая считалась одной из лучших в Германии. В загородном доме семьи Брахертов в Светлогорске, построенном Хоппом в 1931 году, открыт мемориальный музей Германа Брахерта.
Во время Второй мировой войны сотрудничал с цементно-бетонной фирмой, строившей укрепления и бомбоубежища.
В 1944 году Хопп переехал из Кёнигсберга в Дрезден, продолжил свою профессиональную деятельность в ГДР.
С 1952 года он президент (с 1957 почётный президент) Союза архитекторов ГДР, Строительной академии. В своих архитектурных работах 1950-х годов (туберкулёзный санаторий в Бад-Берке (Тюрингия), 1951—1953; застройка аллеи Карла Маркса в Берлине (с соавторами) сочетал традиции конструктивизма с использованием классических архитектурных форм. Лауреат Национальной премии ГДР (1952).
Умер в 1971 году в Берлине.

## Основные сохранившиеся в Калининграде работы
- Аэропорт Девау (1921)
- Городской дом (1922—1923)
- Жилой дом с отделением банка Sparkasse на 1-м этаже по адресу пр-т Мира 44, г. Калининград - памятник архитектуры регионального значения (1922-1924)
- Дом техники (1924—1925)
- Парк-отель (1930—1931)
- Ремесленная школа для девушек, ныне Дом офицеров Балтийского флота, (1928—1929)
- Новый дом радио, ныне Атлантическое отделение Института океанологии РАН, 1927